# Выползово (Ореховский сельский округ)
Выползово — деревня в Ореховском сельском округе Ореховского сельского поселения Галичского района Костромской области России.

## География
Деревня числится в реестре зарегистрированных в АГКГН географических названий объектов на 21.12.2011 под №1082 с координатами 58° 25' с.ш. 41° 59' в.д., однако на современных картах не отмечена.
Согласно Спискам населенных мест Российской империи 1872 года деревня Выползово находится на берегу речки Щадеевка.

## История
Согласно Спискам населенных мест Российской империи в 1872 году деревня относилась к 1 стану Галичского уезда Костромской губернии. В ней числилось 6 дворов, проживало 17 мужчин и 35 женщин.
Согласно переписи населения 1897 года в деревне проживало 73 человека (29 мужчин и 44 женщины).
Согласно Списку населенных мест Костромской губернии в 1907 году деревня относилась к Ногатинской волости Галичского уезда Костромской губернии. По сведениям волостного правления за 1907 год в ней числилось 16 крестьянских дворов и 90 жителей. Основными занятиями жителей деревни, помимо земледелия, был плотницкий промысел и сельскохозяйственные работы.
До муниципальной реформы 2010 года деревня также входила в состав Ореховского сельского поселения.